# Ludwig Göransson

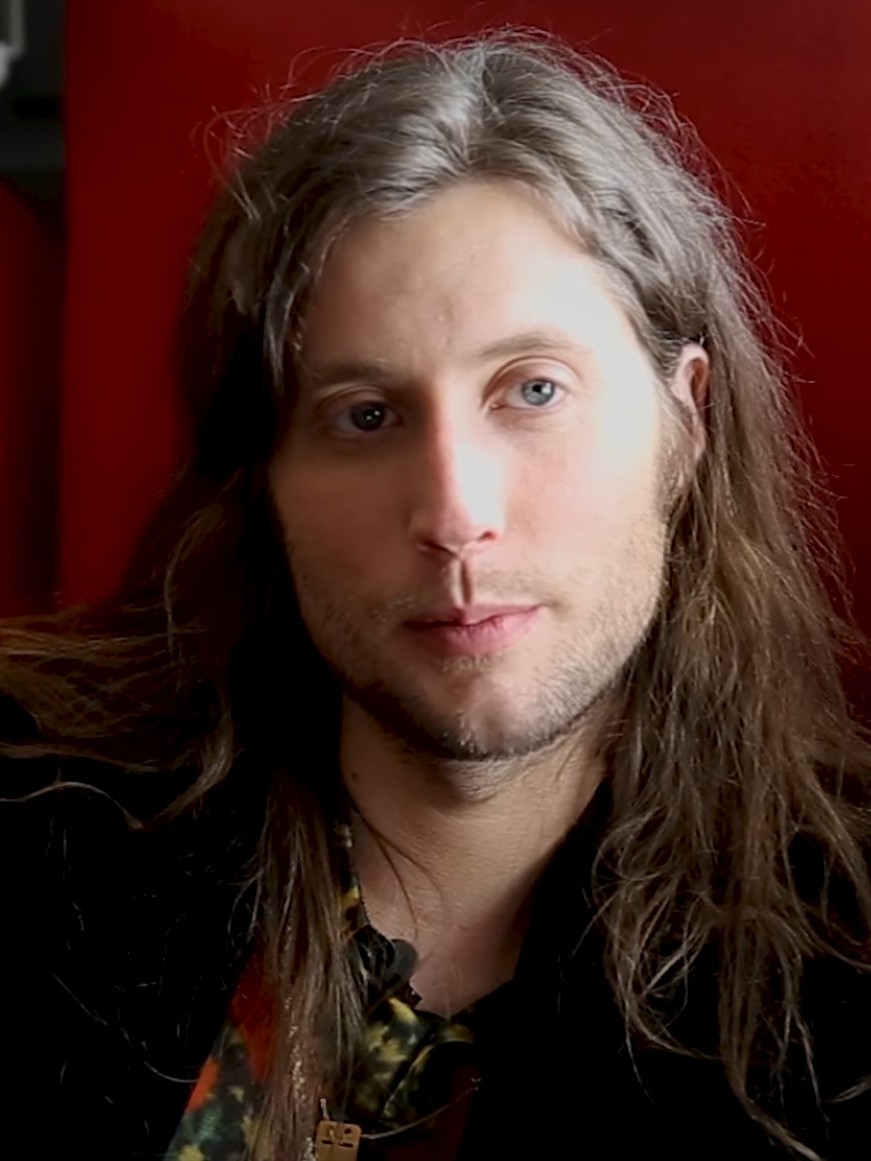
Ludwig Göransson (2019)

Ludwig Göransson (* 1. September 1984 in Linköping, Schweden) ist ein schwedischer Komponist, Songwriter, Musikproduzent und Filmkomponist.
Er ist Grammy- und Oscarpreisträger.

## Biografie
Im Alter von sieben Jahren bekam Göransson mit einer E-Gitarre sein erstes Instrument geschenkt. Das Norrköping Symphonieorchester führte seine erste Komposition auf, als er 16 Jahre alt war. Später studierte er an der Königlichen Musikhochschule Stockholm. Während dieser Zeit gründete er mit Fabulous Five sein eigenes Jazz-Quintett, mit dem er nicht nur kleinere Kompositionsaufträge erfüllte, sondern auch an mehreren Musikwettbewerben teilnahm. Nachdem er im Jahr 2007 einen Musikwettbewerb in Amsterdam gewonnen hatte, unterschrieb er einen Vertrag mit der auf Musik- und Soundbranding spezialisierten Agentur MassiveMusic. Daraufhin zog er nach Los Angeles und komponierte fortan für Kurzfilme und Werbespots. Er studierte noch ein Jahr lang an der University of Southern California Filmkomposition, bevor er im Jahr 2009 mit der Musik für die Fernsehserie Community anfing, als Filmkomponist zu arbeiten. Mit den beiden Komödien 30 Minuten oder weniger und Worst. Prom. Ever. debütierte Göransson 2011 als Komponist für Langspielfilme. Von 2011 bis 2012 war Göransson für die Musik der Sitcom New Girl verantwortlich. Für die Musik der Sitcom Happy Endings war er ebenfalls ab 2011 bis zur Absetzung 2013 verantwortlich. Unter seinem Pseudonym Ludovin veröffentlichte er zudem eine EP mit dem Titel How to Find a Party.
Während der Arbeit an Community lernte er Donald Glover kennen, der in der Serie die Rolle des Troy Barnes verkörperte. Glover, als Musiker und Rapper bekannt als Childish Gambino, kontaktierte Göransson, da er einen Produzenten für sein Mixtape Culdesac benötigte. Göransson arbeitete seitdem regelmäßig mit Glover zusammen, unter anderem an dessen Alben Camp, Because the Internet und “Awaken, My Love!”, sowie dem Song This Is America, der auf Platz 1 in die amerikanischen Billboard Hot 100 einstieg. Für die Mitarbeit an dem Lied sowie am Album Black Panther: The Album erhielt er 2019 insgesamt drei Grammy Awards und einen Oscar. Für seine Filmmusik zu Oppenheimer erhielt er einen Golden Globe Award und den Oscar.

## Filmografie (Auswahl)
- 2009–2015: Community (Fernsehserie, 110 Episoden)
- 2011: 30 Minuten oder weniger (30 Minutes or Less)
- 2011: Worst. Prom. Ever. (Fernsehfilm)
- 2011–2012: Happy Endings (Fernsehserie, 16 Episoden)
- 2011–2018: New Girl (Fernsehserie)
- 2013: Nächster Halt: Fruitvale Station (Fruitvale Station)
- 2013: Wir sind die Millers (We’re the Millers)
- 2014: Top Five
- 2014: Warte, bis es dunkel wird (The Town That Dreaded Sundown)
- 2014: Stretch
- 2014: Furchtbar fröhliche Weihnachten (A Merry Friggin’ Christmas)
- 2014: Survivor’s Remorse (Fernsehserie, 6 Episoden)
- 2014–2015: Satisfaction (Fernsehserie, 20 Episoden)
- 2015: Creed – Rocky’s Legacy (Creed)
- 2016: Central Intelligence
- 2016: Angie Tribeca (Fernsehserie, 10 Episoden)
- 2016: Die wahren Memoiren eines internationalen Killers (True Memoirs of an International Assassin)
- 2017: Du neben mir (Everything, Everything)
- 2018: Black Panther
- 2018: Death Wish
- 2018: Venom
- 2018: Creed II – Rocky’s Legacy (Creed II)
- 2019–2023: The Mandalorian (Fernsehserie)
- 2020: Tenet
- 2020: Most Wanted (Target Number One)
- 2021–2022: Das Buch von Boba Fett (The Book of Boba Fett, Fernsehserie)
- 2022: Rot (Turning Red)
- 2022: Black Panther: Wakanda Forever
- 2023: Oppenheimer
- 2025: Blood & Sinners (Sinners)

## Diskografie

### Als Produzent
- 2010: Culdesac, Childish Gambino
- 2011: EP, Childish Gambino
- 2011: Camp, Childish Gambino
- 2013: Because the Internet, Childish Gambino
- 2014: Kauai, Childish Gambino
- 2016: “Awaken, My Love!”, Childish Gambino
- 2018: Summer Pack, Childish Gambino
- 2020: 3.15.20, Childish Gambino
- 2021: 30, Adele

## Auszeichnungen
| Jahr | Preisverleihung                               | Kategorie                                                     | Nominiertes Werk                                   | Ergebnis  | Beleg  |
| ---- | --------------------------------------------- | ------------------------------------------------------------- | -------------------------------------------------- | --------- | ------ |
| 2014 | Black Reel Awards                             | Outstanding Original Soundtrack                               | Nächster Halt: Fruitvale Station                   | Nominiert | [ 3 ]  |
| 2015 | Boston Society of Film Critics Awards         | Best Use of Music in a Film                                   | Creed – Rocky’s Legacy                             | Nominiert | [ 3 ]  |
| 2015 | IndieWire Critics Poll                        | Best Original Score or Soundtrack                             | Creed – Rocky’s Legacy                             | Nominiert | [ 3 ]  |
| 2015 | International Film Music Critics Association  | Breakthrough Film Composer of the Year                        | Creed – Rocky’s Legacy                             | Nominiert | [ 3 ]  |
| 2015 | International Film Music Critics Association  | Best Original Score for a Drama Film                          | Creed – Rocky’s Legacy                             | Nominiert | [ 3 ]  |
| 2015 | Seattle Film Critics Society                  | Best Music, Original Song                                     | Grip (aus Creed – Rocky’s Legacy)                  | Gewonnen  | [ 3 ]  |
| 2016 | Black Reel Awards                             | Outstanding Original Song                                     | Grip (aus Creed – Rocky’s Legacy)                  | Nominiert | [ 3 ]  |
| 2016 | Black Reel Awards                             | Outstanding Original Song                                     | Waiting for My Moment (aus Creed – Rocky’s Legacy) | Nominiert | [ 3 ]  |
| 2016 | Black Reel Awards                             | Outstanding Original Soundtrack                               | Creed – Rocky’s Legacy                             | Nominiert | [ 3 ]  |
| 2017 | Black Reel Awards                             | Outstanding Music (Comedy, Drama, TV Movie or Limited Series) | Atlanta                                            | Nominiert | [ 3 ]  |
| 2018 | BET Hip Hop Awards                            | Single of the Year                                            | This Is America                                    | Nominiert | [ 4 ]  |
| 2018 | Grammy Awards                                 | Album of the Year                                             | “Awaken, My Love!”                                 | Nominiert | [ 3 ]  |
| 2018 | Grammy Awards                                 | Record of the Year                                            | Redbone                                            | Nominiert | [ 3 ]  |
| 2018 | Grammy Awards                                 | Best R&B Song                                                 | Redbone                                            | Nominiert | [ 3 ]  |
| 2018 | Hollywood Music in Media Awards               | Original Score — Sci-Fi/Fantasy/Horror-Film                   | Black Panther                                      | Gewonnen  | [ 5 ]  |
| 2018 | International Online Cinema Awards            | Best Original Song                                            | Opps (aus Black Panther)                           | Nominiert | [ 3 ]  |
| 2018 | International Online Cinema Awards            | Best Original Score                                           | Black Panther                                      | Nominiert | [ 3 ]  |
| 2018 | Saturn Awards                                 | Best Music                                                    | Black Panther                                      | Nominiert | [ 3 ]  |
| 2018 | Washington D.C. Area Film Critics Association | Best Score                                                    | Black Panther                                      | Nominiert | [ 3 ]  |
| 2019 | Oscars                                        | Best Original Score                                           | Black Panther                                      | Gewonnen  | [ 3 ]  |
| 2019 | Golden Globe Awards                           | Best Original Score                                           | Black Panther                                      | Nominiert | [ 3 ]  |
| 2019 | Grammy Awards                                 | Record of the Year                                            | This Is America                                    | Gewonnen  | [ 6 ]  |
| 2019 | Grammy Awards                                 | Song of the Year                                              | This Is America                                    | Gewonnen  | [ 6 ]  |
| 2019 | Grammy Awards                                 | Best R&B Song                                                 | Feels Like Summer                                  | Nominiert | [ 6 ]  |
| 2019 | Grammy Awards                                 | Best Score Soundtrack for Visual Media                        | Black Panther                                      | Gewonnen  | [ 6 ]  |
| 2020 | Primetime Creative Arts Emmy Awards           | Outstanding Music Composition for a Series                    | The Mandalorian (für Kapitel 8: Erlösung)          | Gewonnen  | [ 7 ]  |
| 2021 | Golden Globe Awards                           | Best Original Score                                           | Tenet                                              | Nominiert | [ 8 ]  |
| 2023 | Golden Globe Awards                           | Best Original Song                                            | Lift Me Up (aus Black Panther: Wakanda Forever)    | Nominiert |        |
| 2023 | Oscars                                        | Best Original Song                                            | Lift Me Up (aus Black Panther: Wakanda Forever)    | Nominiert |        |
| 2024 | Golden Globe Awards                           | Best Original Score                                           | Oppenheimer                                        | Gewonnen  | [ 9 ]  |
| 2024 | Oscars                                        | Best Original Score                                           | Oppenheimer                                        | Gewonnen  | [ 10 ] |